# Alex Cordaz
Alex Cordaz (ur. 1 stycznia 1983 w Vittorio Veneto) – włoski piłkarz występujący na pozycji bramkarza we włoskim klubie Inter Mediolan, którego jest wychowankiem. W trakcie swojej kariery grał także w takich zespołach, jak Spezia, Acireale, Pizzighettone, Treviso, Lugano, Cittadella, Parma, ND Gorica oraz Crotone.